# Admiraal Nachimov (schip, 1988)
Admiral Nachimov (Russisch: Адмирал Нахимов), is de derde slagkruiser van de Orlan-klasse van de Russische marine.
Het schip werd oorspronkelijk in dienst genomen door de marine van de Sovjet-Unie in de jaren tachtig, toen onder de naam Kalinin (Калинин), en behield die naam tot 1992, waarna het hernoemd werd naar de admiraal Pavel Nachimov. Admiral Nachimov ondergaat een opknapbeurt om nieuwe en betere bewapening te ontvangen tegen 2024.

## Geschiedenis
De constructie van de Kalinin werd gestart op 17 mei 1983 in de Baltische Scheepswerf te Leningrad. Het schip werd te water gelaten op 25 april 1986, in dienst genomen op 30 december 1988 en hing op 21 april 1989 met pennantnummer 085 in dienst bij de Noordelijke Vloot. Na het einde van Koude Oorlog werd het slagschip zelden ingezet en tegen 1999 werd het permanent gedokt in Sevmasj wachtende op herstellingen.

## Reactivatie
In 2006 werd de beslissing genomen om dit schip te moderniseren in plaats van de onderzeeër Belgorod K-329 af te werken. Later dat jaar onderging ze een opknapbeurt bij de Sevmash scheepswerf in Severodvinsk. Er werd gerapporteerd dat later het schip eerder dan vooropgesteld voltooid was en zou terug in dienst worden genomen bij de Noordelijke vloot. Latere rapporten stelden echter vast dat het slagschip gedokt lag in Sevmasj zonder enige activiteit. Op 30 oktober 2008 kondigde woordvoerder van de Noordelijke Vloot van de Russische Marine aan dat de eerste modificaties waren gestart en dat het slagschip zich bij de vloot zou voegen tegen 2012.
In december 2011 stelde de Sevmasj scheepswerf vast dat de herstellingen van het slagschip niet klaar zouden raken voor eind 2012. Dit komt volgens de algemene directeur van de scheepswerf Andrej Djatsjkov omdat de herstellingen onderbroken werden tot er een overeenstemming was over de uiteindelijke variant van de modernisatie.
In januari 2014 werden de modernisatie aan de Admiral Nachimov opnieuw aangevat met een schatting dat het schip zich bij de Russische vloot zou voegen in 2018.
In september 2019 heeft onderminister van defensie Aleksej Krivoroetsjko volgens Tass verklaard dat het het krachtigste oorlogsschip zal zijn.
In 2022 werd de datum waarop de modernisatie klaar zou zijn uitgesteld naar 2024. Het wordt dan het vlaggenschip van de Noordelijke Vloot.

## Nieuwe wapens
De slagkruiser wordt uitgerust met 174 buizen voor verticale lancering: 80 tegen oppervlaktedoelen en 94 tegen luchtdoelen. Begin 2022 zei de CEO van Sevmash, Michail Boednitsjenko dat de wapens de luchtverdedigingssystemen Pantsir-M en S-400 en torpedo's Paket-E/NK en raketten Otvet tegen onderzeeboten omvatten. Naast de kruisvluchtwapens van het type 3M-54 Kalibr komen er ook 60 hypersonische antischeepsraketten van het type 3M22 Zirkon, die een kernkop van 200 kiloton TNT-equivalent kunnen dragen.